# پرچم سازمان ملل متحد
پرچم سازمان ملل متحد یک بنر آبی آسمانی است که نشان سازمان ملل متحد را در مرکز دارد. نشان روی پرچم سفید رنگ است. این تصویری از نقشه جهان در برآمدگی مساوی از هم فاصله (مرکز قطب شمال و خط بین‌المللی روزگردان) است که توسط یک جفت شاخه زیتون احاطه شده است که نمادی از صلح است. این نشان رسماً در ۷ دسامبر ۱۹۴۶ پذیرفته شد و پرچم حاوی نشان رسماً در ۲۰ اکتبر ۱۹۴۷ پذیرفته شد.

## نگارخانه